# Velilla de la Rad
Velilla de la Rad fue una aldea riojana de la Edad Media. Estaba situada en el paraje la Rad, una planicie situada entre las localidades de Albelda de Iregua y Entedigone (Entrena). Fue mencionada en el inventario, hecho por el abad Mirón entre 1094 y 1108 de los bienes del monasterio de San Martín de Albelda. Su aparición se debe a que la zona del somontano del Moncalvillo era una zona rica en cultivos vitivinícolas y de cereales. Tras la desaparición del monasterio su término fue anexionado a Entrena.
Durante el reinado de Estefanía, esposa de García Sánchez III de Pamplona, fue una de las villas favorecidas por el privilegio de unión y otros derechos, junto a Sojuela, Entrena, Fuenmayor, Hornos de Moncalvillo, Medrano y Navarrete. A estos municipios se les conoció como las Siete Villas del Campo.
Se trataba de una aldea nacida al amparo de las repoblaciones hechas por lor los reyes de Castilla. Estaba formada por una o varias familias que tomaban por suyo un territorio con unos bienes comunes como dehesas y montes. Las tierras de labor, parceladas, pertenecían a cada familia.